# لزلی ان وارن
لزلی ان وارن (انگلیسی: Lesley Ann Warren؛ زادهٔ ۱۶ اوت ۱۹۴۶) هنرپیشه، خواننده و رقصنده اهل آمریکا است. وی از سال ۱۹۶۳ میلادی تاکنون مشغول فعالیت بوده است.
از فیلم‌هایی که وی در آن نقش داشته است، می‌توان به مأموریت: غیرممکن، جابز، سرنخ، منشی، رنگ شب، آموزش خانم تینگل، دهم و گرگ، گروه خانواده یک و تنها، اصلی، ۳ روز با پدر، یه کمک کوچولو، ریچی ریچ ۲ و کشور پاک اشاره کرد.